# Iva
|  | Per a altres significats, vegeu «Iva (desambiguació)». |

L'iva, almescat o herba d'almesc (Ajuga iva), és una espècie de planta amb flor de la família de les lamiàcies que s'ha utilitzat tradicionalment com a planta medicinal. Habita a la zona mediterrània.
Addicionalment pot rebre els noms d'agullots, creuada, esquiva, esquiva peluda, fulla de creu, iva moscada, iva peluda, iveta, peixera, sempreviva i sempreviva vera.

## Descripció
És una petita planta herbàcia perenne que arriba fins als 10-40 cm d'altura. Tija quadrangular i pilosa amb fulles ovals, peciolades en roseta les de la base i oposades i sèssils la resta. Les flors en tiges solitàries, agrupades en verticil·lastres.